# Сназин, Иван Терентьевич
Иван Терентьевич Сназин (1774—1837) — русский военачальник, генерал-майор.

## Биография
Родился в 1774 году.
В 1793 году числился в списках Гатчинских войск в батальоне № 3 секунд-майора Сорокина, в чине подпоручика. В 1796 году Сназин уже в чине капитана служил в Гренадерском батальоне Его Императорского Высочества (батальон № 1); в ноябре 1796 года был назначен командиром роты Преображенского полка в чине подполковника.
По сведениям Половцова был произведён в генерал-майоры 3 июня 1797 года. В награду за службу в этом же году Сназин получил в вотчину тысячу душ крестьян из дворцовых вотчин в Вышневолоцком уезде и объединил их в единое поместье с центром в сельце Ивановское. В следующем году, 3 июня был назначен шефом Полоцкого мушкетерского полка. Шефом полка И. Т. Сназин был до 7 июня 1799 года.
Был участником кампании 1810 года в Русско-турецкой войне 1806—1812 годов и участником Отечественной войны 1812 года (сослуживец графа А. Тормасова и графа А. Аракчеева). «В ознаменование отличной храбрости и мужества, оказанных в сражении против турецких войск 26-го августа 1810 года при Батине» 21 ноября 1810 года был награждён Орденом Святого Георгия 3-й степени.
Умер 20 октября (1 ноября) 1837года. Похоронен в селе Ивановское Вышневолоцкого уезда Тверской губернии возле построенной им Предтеченской церкви, в сооружённом там кирпичном склепе.

## Награды
- Орден Святой Анны 2-й степени (10.11.1796)[6]
- Орден Святого Георгия 3-й степени (21.11.1810)

## Семья
Был женат на Анне Петровне Кудряшовой (?—1828). Их дети: дочери Капитолина (1805—1854) и Александра (1810—1859); сыновья Николай (1802—1821), Павел (1815—1883) и Алексей (1818—1874).